# Tomata (district)
Tamata est l'un des districts de la sous-préfecture de Tougnifily, situé dans la préfecture de Boffa en république de Guinée.

## Géographie

### Démographie
- En 2014, le district comptait 1 045 habitants selon les RGPH 2014[1].